# Ото (плем'я)
О́то (чівере: Jiwére) є індіанським народом Середнього Заходу Сполучених Штатів Америки. Мова ото, чівере, є частиною сіуанської сім'ї і тісно пов'язана з діяльністю, пов'язаною з племенами айова, міссурі і хо-чанк.
Історично плем'я ото жило напівкочовим народом на Центральних рівнинах уздовж берега річки Міссурі в Небрасці, Канзасі, Айові та Міссурі. Під час землеробства вони жили в будиночках із кори в'язу, а під час подорожей користувались тіпі, як і багато інших племен рівнин. Вони часто залишали свої села, щоб полювати на бізонів.
На початку 19 століття багато їхніх сіл були зруйновані внаслідок війни з іншими племенами. Європейсько-американські посягання та хвороби також зіграли свою роль у їхньому занепаді. Сьогодні люди ото належать до федеральновизнаного племені індіанців племені ото-міссурі, штаб-квартира якого розташована в Ред-Рок, штат Оклахома.

## Історія

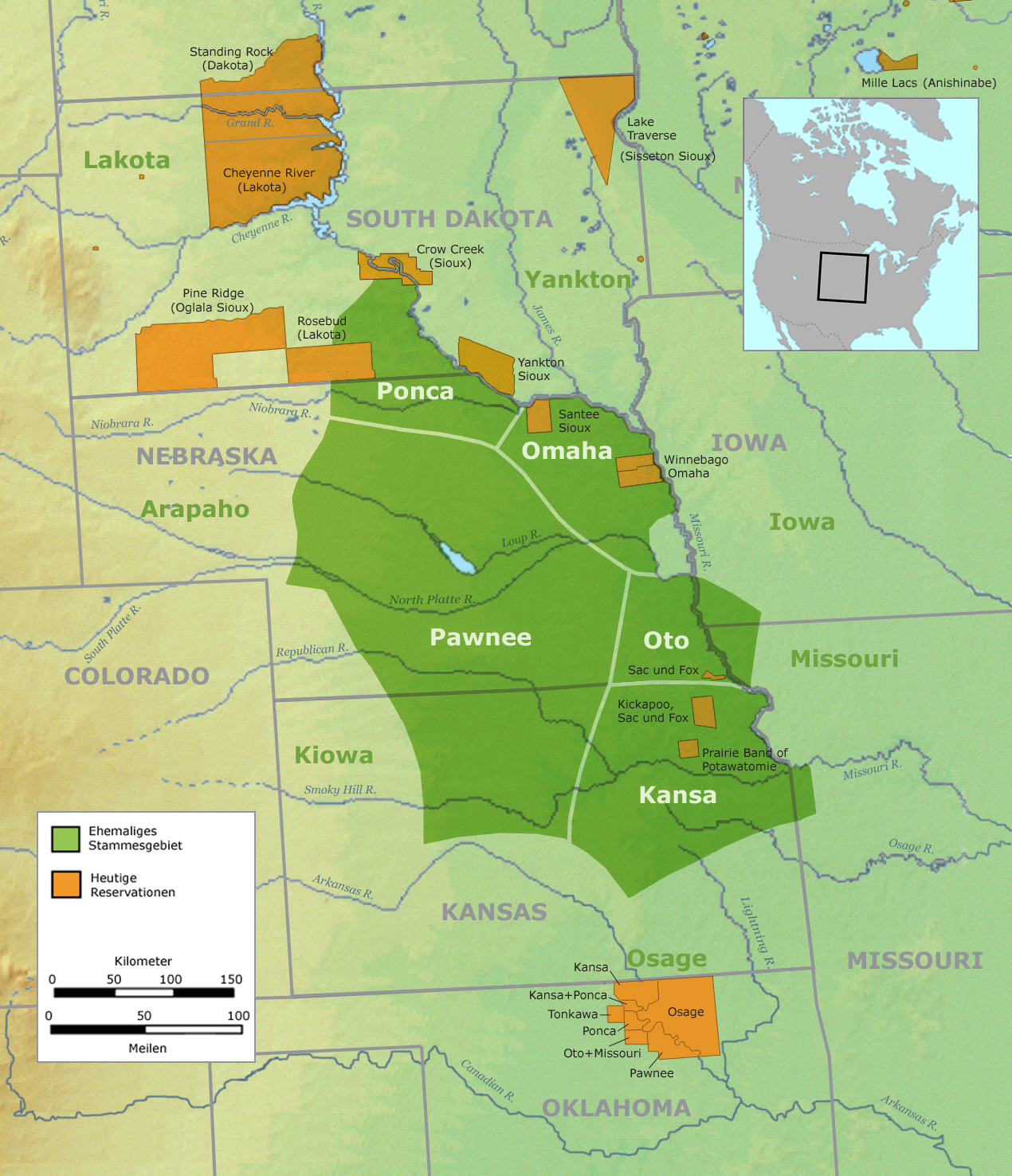
Історична племінна територія ото зеленим кольором; сучасні резервації оранжевим кольором.

Ото були коли-то частиною хо-чанк та сіумовних племен Західних Великих озер і Верхнього Середнього Заходу. Приблизно у 16 столітті послідовні групи відокремилися і мігрували на захід і південь. Вони стали виразним племенем, ото, міссурі та айова. Ото оселилися в нижній долині річки Немага. Вони прийняли кінну культуру та напівкочовий спосіб життя Великих рівнин, зробивши американських бізонів головними в їхньому харчуванні та культурі.

### Європейський контакт
Коли експедиція Льюїса і Кларка вирушила вгору річкою Міссурі, щоб дослідити нову територію, ото були першим племенем, з яким вони зіткнулися. Вони зустрілись у місці на західному березі річки Міссурі, яке стало відоме як Рада Блаф.
Як й інші племена Великих рівнин, ото періодично залишали свої села, щоб полювати на бізонів. Між 1817 і 1841 роками ото мешкали біля гирла річки Платте в сучасній Небрасці. Округ Ото, штат Небраска, досі має їхнє ім'я. У цей час сім'ї міссурі, які пережили європейські хвороби та прагнули знову приєднатися до них, утворивши плем'я ото-міссурі. Вони зібрались з іншими, щоб торгувати європейськими товарами.
У 1830-х європейсько-американські торговці намагалися впливати на членів племені за допомогою алкоголю. Оскільки залежність від алкоголю зростала, чоловіки більше не полювали, а вдавалися до грабунку порожніх сіл пауні, коли люди виходили на полювання. Християнські місіонери побудували там місію.
У 1854 р. отое-міссурі передали США за договором більшість своїх земель на південь від річки Платт у східній частині штату Небраска. Вони зберегли резервацію Ото вздовж річки Біг-Блю на сучасному кордоні Канзас-Небраски. Вони намагалися пристосуватися до життя в резервації.

### Переїзд на індіанську територію

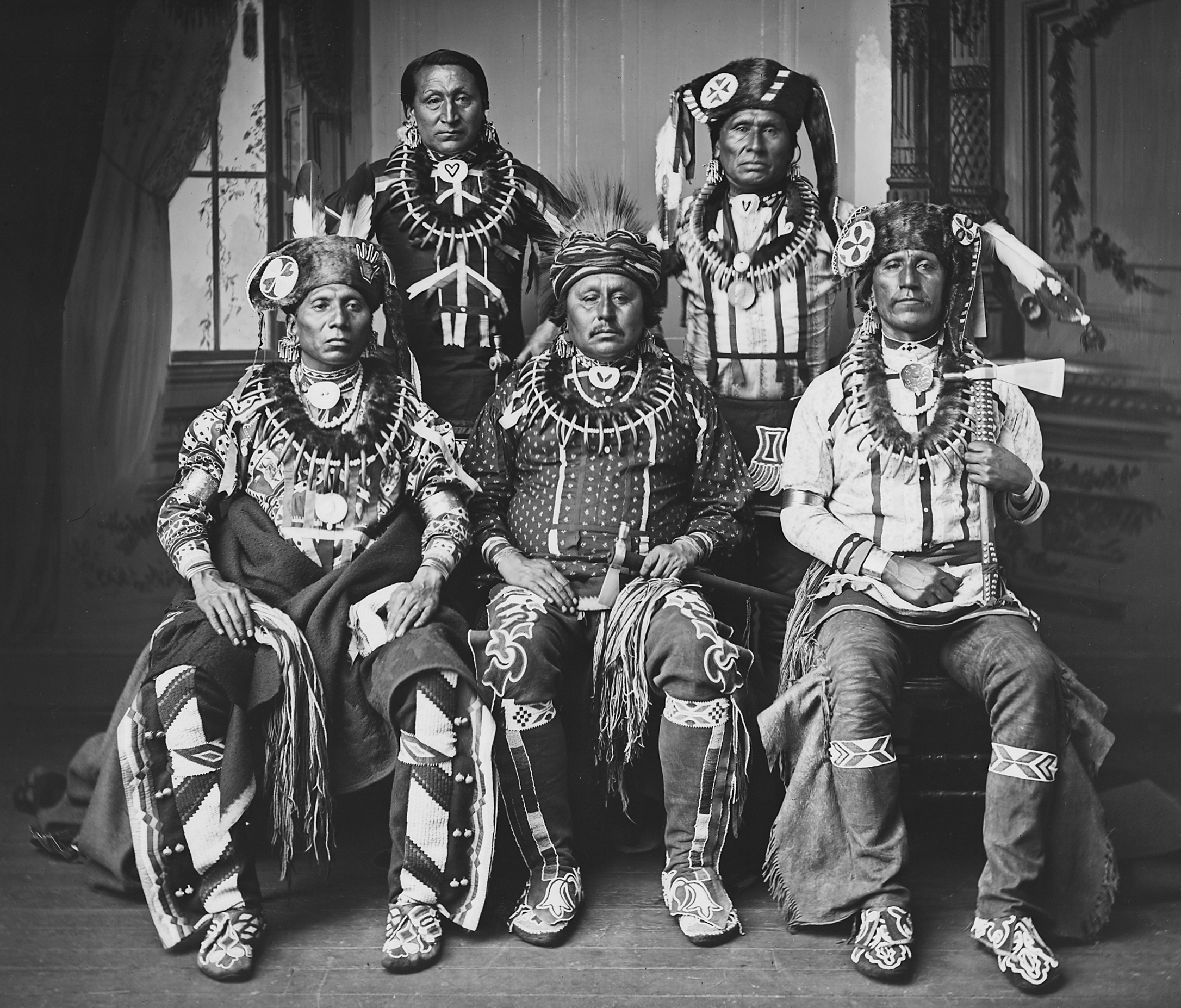
Делегація ото, 1881 рік. Фотограф Джон К. Гіллерс

Протягом 1870-х років плем'я розділилося на дві фракції. Група «Койот» віддала перевагу негайному переїзду на індіанську територію, де вони вважали, що вони могли б продовжити своє традиційне племінне життя поза впливом білих. Група квакерів висловилася за те, щоб залишитися на землі Біг-Блю-Рівер. Вони готові були продати західну половину резервації білим, щоб отримати дохід за племінний ануїтет.
Навесні 1880 р. близько половини племені покинуло резервацію та оселилося з народом Сак-Фокс на індіанській територій. До наступного року, у відповідь на зменшення перспектив самодостатності та постійний тиск білих поселенців, решта членів ото у штаті Небраска продали резервацію Біг-Блю. Вони мігрували до Оклахоми.
З ото-міссурі вже там придбали нову резервацію в торговому центрі Черокі на індіанській території. Це в сучасному окрузі Нобл і Поні, штат Оклахома. Сьогодні плем'я індіанців ото-міссурі визнано федеральним. Воно базується в місті Ред-Рок, штат Оклахома.

## Видатні ото
- Делла Воріор, директор Нью-Мексиканського музею індіанського мистецтва та культури
- Аннет Аркекета, поетеса і драматург
- Бенджамін Вест, (ото&південні шаєни) Буффало-клан та Товариства тятиви (нар. 1978) Фотожурналіст премії Еммі, фотограф та цифровий художник. Засновник «Проекту Аркекета».
- Чоно Ка Пе, лідер початку 19 століття
- Хейне Худжихіні, або Орел Захоплення (близько 1795—1822), дружина Сі Мані Каті
- Джоні Хендрікс, винищувач ММА
- Томмі Моррісон, колишній боксер/суперзірка у важкій вазі у фільмі «Роккі V»
- Шу Мані Каті, або Прерійний Вовк (близько 1785—1837), підвождь і дипломат
- Анна Лі Волтерс, автор